# Les Bowie
Les Bowie (10 de novembro de 1913 — 27 de janeiro de 1979) é um especialista em efeitos visuais estadunidense. Venceu o Oscar de melhores efeitos visuais na edição de 1979 por Superman, ao lado de Colin Chilvers, Denys Coop, Roy Field, Derek Meddings e Zoran Perisic.